# Algar de Mesa
Algar de Mesa är en kommun i Spanien.   Den ligger i provinsen Provincia de Guadalajara och regionen Kastilien-La Mancha, i den centrala delen av landet, 170 km nordost om huvudstaden Madrid.